# لولو جيمس
لولو جيمس (بالإنجليزية: Lulu James)‏ هي مغنية مؤلفة ومغنية بريطانية، ولدت في 1992 في مقاطعة كليمنجارو في تنزانيا.

## وصلات خارجية
- الموقع الرسمي
- لولو جيمس على موقع ميوزك برينز (الإنجليزية)
- لولو جيمس على موقع ديسكوغز (الإنجليزية)